# 上房山站
上房山站位于福建省三明市三元区莘口镇，车站作为会让站建于1982年，以增加鹰厦线的运输能力。距鹰潭站380公里，距厦门站314公里。现为五等站，不办理客货运业务。车站地处沙溪河畔，三面环山，没有公路连接。车站职工出行主要通过路内通勤车。莘口格氏栲自然保护区即在该站附近。